# 구시 칸
구시 칸(몽골어: Гүш хаан, ᠭᠦᠦᠱᠢ ᠬᠠᠨ Güshi Khan, 티베트어: གུ་ཤྲཱི་བསྟན་འཛིན, 1582년 ~ 1655년 1월 14일)은 별명 그시리 칸, 본명 토르바이크(Трбайх, Torbaikh Khan)는 17세기 중반 몽골 오이라트부의 네 씨족 중 하나인 코슈트의 귀족으로, 칭하이 호수 주변부터 티베트를 차지한 코슈트 칸국의 창업군주다. 본명은 토로 바이쿠(몽골어: ᠲᠦᠷᠦᠪᠠᠶᠢᠬᠤ Torobaikhu, Төрбайх)이다.
알탄 칸의 후예들이 점해 오던 티베트 불교 겔룩파의 수호자 역할을 대신하여, 1637년 청해호 근교에서 카규파를 지지한 할하의 튀멩켄 촉투 콩타이지를 격파했다. 이후 몇 년간 티베트를 통일하여 칸국을 세웠다. 귀시 칸은 달라이 라마 5세가 자치정부인 간덴 포드랑을 세워 티베트의 내정을 맡게 했으며, 달라이 라마가 티베트의 정치적 지도자가 되는 데 기여했다.

## 개요
카나이 노얀 콩고르와 그의 처 아카이의 아들로, 칭기즈 칸의 동생 주치 카사르의 후손이라 한다. 일설에는 에센 타이시의 직계후손이라는 설도 있다. 17세기 초반 티베트에서는 카르마파(Karmapa)와 위창 지방의 신샤크씨가 대두하고 있었다. 어린 제5대 달라이 라마 ‘롭상 갸초’(Lozang Gyatso)를 섭정하고 있던 겔룩빠(dge lugs pa) ‘소남 랍뗀’(Sonam Rapten)의 원조의 요청에 응하여 구시 칸은 1637년에 칭하이(당시 코코노르)에서 쵸크트 쿤타이지를 격파하고, 달라이 라마로부터 「호교법왕」(護教法王, śasin i bariγci nom un qaγan)의 칭호를 받았다. 달라이 라마는 그에게 "다르마의 왕, 종교의 건설자"를 의미하는 단잔 초이질이라는 칭호를 수여했고, 나중에는 악을 제거하는 자를 의미하는 구시라는 칭호를 받았다.
1640년 창군(위창)과 그 아군인 차하르 및 칼카(할하)의 몽골 연합 부족을 격파하고 캄 지방을 평정하였다. 1642년에는 위창 지방도 평정하고, 동년 4월에 지배권을 정식으로 달라이 라마에게 헌상했다. 5대 달라이 라마는 구시 칸에게 〈티베트의 왕〉이라는 지위를 부여했다.
그의 딸 중 1명은 준가르부의 에르데니 콩타이지에게 출가했다.

## 사후
쿠시 칸은 1655년에 10명의 아들을 남기고 죽었다. 그의 10명의 아들 중 8명은 암도의 전략적 요충지인 코코노르 지역(칭하이 호수) 주변에 부족과 함께 정착하여 다스렸다. 5대 달라이 라마는 1656년과 1659년에 여러 명의 지사를 파견했고, 이때 정착한 몽골인 집단은 점차 티베트화되어 갔다.

## 같이 보기
- 달라이 라마